# Färentuna landskommun
Färentuna landskommun var en tidigare kommun i Stockholms län.

## Administrativ historik
Den inrättades i Färentuna socken i Färentuna härad i Uppland när 1862 års kommunalförordningar trädde i kraft.
Vid kommunreformen 1952 gick den upp i Färingsö landskommun. Området tillhör sedan 1971 Ekerö kommun.

## Politik

### Mandatfördelning i Färentuna landskommun 1942-1946
| 10 | 8 |

| 18 |

| 2 | 7 | 9 |

| 18 |